# 9780 Bandersnatch
9780 Bandersnatch este o planetă minoră (asteroid), cu un diametru de 5,834 km, din centura de asteroizi. A fost descoperită pe 25 septembrie 1994 la Nachi-Katsuura Observatory⁠(d) de Yoshisada Shimizu⁠(d) și a fost numită după Bandersnatch⁠(d). 
Obiectul prezintă o orbită caracterizată de o semiaxă mare de 2,20003 UAi, o excentricitate de 0,1, o înclinație de 6,25976 ° în raport cu ecliptica.